# اگباند
اگباند (به لاتین: Agbande) یک منطقهٔ مسکونی در توگو است که در منطقه کارا واقع شده‌است.